# Mehringplatz
Mehringplatz è una piazza di Berlino nel quartiere di Kreuzberg, è la piazza che si trova all'estremo meridionale della Friedrichstraße, una delle strade principali della città.
La piazza in passato ha avuto altri nomi, dal 1734 al 1815 era chiamata Rondell e tra il 1815 e il 1946 Belle-Alliance-Platz, nel 1946 è stata dedicata al giornalista e politico Franz Mehring.

## Storia
Federico I, re di Prussia dal 1701, nell'ambito della riqualifica di Berlino, a partire dal 1688 fece costruire la Friedrichstadt, un sobborgo fuori dal centro storico che suo figlio e successore Federico Guglielmo I (il "Re soldato") fece ulteriormente ampliare.
L'ampliamento, sotto la direzione di Philipp Gerlach, si spinse verso sud fino alla Hallesches Tor, una delle 14 porte della Akzisemauer, la cinta daziaria.
Tra il 1732 e il 1734 furono realizzate tre piazze: il Karre o Quarrée (quadrato), al termine dell'Unter den Linden (attuale Pariser Platz), l'Achteck (ottagono), al termine della Leipziger Straße (attuale Leipziger Platz) e come terminale della Friedrichstraße venne realizzato il Rondell, nella piazza confluivano anche la Wilhelmstraße a ovest e la Lindenstraße a est. 
La piazza serviva per dividere il traffico di persone e merci in entrata nella città dalla porta a sud verso le tre direttrici che vi si dipartivano.
Venne rinominata Belle-Alliance-Platz il 22 ottobre del 1815 dopo la vittoria delle truppe britanniche e prussiane a Waterloo, il nome deriva da quello della località dove effettivamente ebbe luogo la battaglia guidata da von Blücher e Wellington, fu quest'ultimo a dare allo scontro il nome della sede del suo comando situato, appunto, a Waterloo.
Nonostante il nome altisonante la piazza versava in pessime condizioni igieniche, le acque reflue, non canalizzate, scorrevano infatti sui bordi del selciato. Solo dopo una pesante inondazione nel 1829 il piano della piazza venne rialzato di 1,25 m, un ulteriore rialzamento venne effettuato nel 1839 quando il centro della pizza venne riorganizzato.
Nel 1840 venne affidato a Peter Joseph Lenné il compito di decorare la piazza. Al centro si trova la Friedenssäule ("Colonna della Pace"), opera di Christian Gottlieb Cantian, posta a ricordo delle guerre di liberazione del 1815. La colonna è coronata dalla statua della Vittoria, opera di Christian Daniel Rauch. I semplici edifici a due piani che avevano circondato la piazza lasciarono il posto a costruzioni in stile classicista, residenze della nuova borghesia che si era insediata nell'area.
Nel 1879 vennero aggiunte due statue: "Pace", di Albert Wolff, e "Clio", di Ferdinand Hartzer.
La piazza venne completamente distrutta dai bombardamenti della seconda guerra mondiale e, nel 1947, fu ribattezzata con il nome attuale.
Il progetto di ricostruzione della piazza fu elaborato nel 1962-63 dall'architetto Hans Scharoun, che propose di trasformare la piazza in zona pedonale, deviando i tracciati della Lindenstraße e della Wilhelmstraße verso il Landwehrkanal.
Alla morte di Scharoun, il progetto di completamento della zona venne affidato all'architetto Werner Düttmann, che realizzò due file di edifici concentrici, di 4 piani, e tutt'intorno delle stecche da 10 a 17 piani di altezza.
Il progetto è stato fortemente criticato, per il carattere suburbano e anonimo che ha snaturato una delle piazze più ricche di storia della città.
Con la riunificazione della città divenne possibile pensare di nuovo ad una pianificazione unitaria del territorio urbano, la Mehringplatz fu al centro di una coprogettazione che prevedeva una lottizzazione di aree fino a quel momento inutilizzate o usate come parcheggio per un totale di 40.000 m² di superficie. La crisi immobiliare e gli avvicendamenti politici fecero sì che questo progetto non si realizzò mai.
Nel 2014 venne lanciato un nuovo concorso di progettazione per il quale solo nel 2018 furono trovati i finanziamenti, dal 2019 è in corso una ristrutturazione della piazza e dei dintorni cominciata con l'allestimento di aree verdi e la ripavimentazione del centro della piazza. 
Rimane un'area di forte disagio sociale.